# Curno
Curno là một đô thị ở tỉnh Bergamo trong vùng Lombardia của nước Ý, có vị trí cách khoảng 40 km về phía đông bắc của Milano và khoảng 6 km về phía tây nam của Bergamo. Tại thời điểm ngày 31 tháng 12 năm 2006, đô thị này có dân số 7.590 người và diện tích là 4,62 km².
Đô thị Curno có các frazione (đơn vị cấp dưới) Marigolda.
Curno giáp các đô thị: Bergamo, Bonate Sopra, Mozzo, Ponte San Pietro, Treviolo.